# Гаргульї (мультсеріал)
Гаргульї (англ. Gargoyles) — американський мультсеріал студії Walt Disney, який був створений в 1994—1997 (1997 року був створений мультсеріал «Гаргульї: Хроніки Голіафа» вже без участі творця цього мультсеріалу — Грега Вайзмена).

## Основний сюжет
Гаргульї — стародавні готичні фантастичні істоти, що жили в Шотландії. При світлі дня вони були скам'янілими крилатими чудовиськами, прикрашали стіни замку, а вночі оживали й охороняли його мешканців. Злий чаклун наклав на них прокляття, і протягом тисячі років вони не оживали навіть вночі, а яйця їхні відвезли у безпечне місце. Врешті гаргульї прокинулися у своєму замку, який знаходився на вершині будівлі багатонаціональної корпорації Девіда Занатоса, в Нью-Йорку, де він їх оживив, щоб використовувати у своїх цілях. Проте через деякий час Гаргульї збунтувалися і «переїхали» на каплицю поліцейської дільниці, в якому працювала їхня подруга Еліза Маза.

## Про мультфільм
В Україні серіал транслювався на каналі 402. Після 65-ї серії «Сезон Полювання» думки Грега Вайзмена і «Діснея» розійшлися і Вайзмен звільнився з компанії. Наступні 13 серій знімали без нього. Вайзменом вони не були визнані й він не був задоволений новою сюжетною лінією. Тоді «Дісней» у 2006 році дав права Уайзмену на опублікування продовження мультсеріалу в коміксах «Gargoyles», які почало випускати видавництво «SLG», що належить «Діснею». Перших два випуски по суті переказують 66-ту серію мультсеріалу «Дорога» лише з незначними змінами та перестановками подій. Усього вийшло 12 випусків коміксів.

## Перелік героїв

### Гаргульї
- Голіаф — ватажок — сильний, сміливий, шляхетний, задля своїх друзів готовий на все. Закоханий в Елізу. Протягом всього мультфільму розвиваються їх стосунки. В кінці другого сезону вони відкривають один одному свої взаємні почуття.
- Гудзон — найстарший з клану Гаргульїв — досвідчений воїн, колись колишнім ватажком клану, але потім поступився це місце Голіафу, часто дає Голіафу мудрі поради.
- Бруклін — заступник Голіафа.
- Бродвей — великий і незграбний, але дуже добрий і благородний.
- Лексінгтон — найменший з всього клану, але вельми розумний і кмітливий, непогано розбирається в техніці.
- Бронкс — пес-гаргулья.
- Демона — колишня кохана Голіафа, але, засліплена ненавистю до людей, стала на шлях зла. Неодноразово будувала підступи проти Голіафа і його клану.
- Камнехлад — один зі «старого» клану Голіафа, був розбитий людьми, а потім у наш час воскрешений Девідом Занатосом і демонів за допомогою магії й сучасних кібернетичних технологій, і перетворений на напівгаргулью-напівкібога, в його душі живуть три горгульї: Камнехлад, його улюблена і його ворог, тому в нього відбувається постійна зміна особистостей і він не в змозі себе контролювати.
- Файлог — злий клон Голіафа (виглядає як «негатив» Голіафа), створений на основі його ДНК божевільним ученим-біологом Антоном Сіваріусом, дуже розумний, твердий і віроломний, кілька разів вступав в альянс з демонами для боротьби з кланом Голіафа, і кожного разу зраджував їх і кидав напризволяще.
- Анджела — дочка Голіафа і Демони, Голіаф зустрів її у своїй подорожі на Авалон.

### Друзі
- Еліза Маза — детектив поліції, головний друг Гаргулій, що не раз допомагала їм. Вона закохана в Голіафа. У серії Сезон Полювання. частина 2, вона м'яко про це натякнула: «Взагалі-то є, але ми ніколи не будемо разом…».
- Дерек Маза — поліціянт, молодший брат Елізи Маза, пішовши з поліції, став працювати на Девіда Занатоса, але внаслідок нещасного випадку став мутантом — кігті.
- Метт Блустон — детектив поліції, напарник Елізи МАЗи, згодом також один із Гаргулій.
- Артур Пендрагон — сплячий король Британії, який знову прийшов до тями, щоб врятувати Авалон і зупинити архімага. Спочатку був суперником Макбета, проте згодом вони стали друзями.

### Вороги
- Вовк — учасник «зграї», згодом мутант-доброволець.
- Шакал і Гієна — брат і сестра, учасники «зграї», згодом кіборги-добровольці.
- Мисливці — клан вбивць, які вже тисячу років полюють за Демоною і взагалі за гаргульями.
- Антон Севаріус — божевільний науковець-біолог, одержимий ідеєю клонувати Гаргулій, що згодом йому вдається (Файлог та інші), також створив загін мутантів, який згодом очолив Кіготь (Дерек Маза).
- Каменотеси — організація, створена для знищення Гаргулій.
- Архімаг — могутній чарівник, який століттями прагнув влади. Ненавидить Гаргулій і їх союзників.

### Колишні вороги
- Девід Занатос — промисловець-мільйонер, який вивіз Гаргулій із Шотландії разом з їх замком і перевіз у Нью-Йорк, використовував Гаргулій у своїх корисливих цілях, після чого ті пішли від нього. Згодом неодноразово вступав у різні сутички з гаргульями, але після того, як ті врятували його сина, став їх надійним другом.
- Лисиця — колишня учасниця «зграї», згодом дружина Девіда Занатоса.
- Макбет — безсмертний воїн, заклятий ворог Демони, проте пов'язаний із нею магічним закляттям і тому безсмертний, вбити одного з них може лише інший, але при цьому загине сам.
- Дінго — колишній учасник «зграї». З подарунків Занатоса вибрав Кібер-костюм. Виїхав до Австралії. Там допоміг зупинити мікрозброю, що загрожує знищити все, але після того об'єднався з нею у вигляді нового костюма і вже разом стали боротися зі злом.

## Відеогра
Gargoyles (укр. Гаргульї) — відеогра за мотивами однойменного мультсеріалу студії Діснея, головним героєм якої є горгулья, на ім'я Голіаф. Була випущена для платформи Sega Mega Drive / Genesis в 1995 році під патронажем компанії Buena Vista.